# Batalla de Ospino
La Batalla de Ospino fue un enfrentamiento militar librado el 2 de febrero de 1814 durante la Guerra de Independencia de Venezuela, más específicamente durante la campaña de Barinas, entre las fuerzas patriotas al mando del brigadier Rafael Urdaneta y los realistas al mando del teniente coronel José Antonio Yáñez. El combate terminó con la derrota de los realistas y la muerte de su comandante.

## Antecedentes
Al comenzar 1814 el teniente coronel realista José Antonio Yáñez dividió sus 2.000 jinetes en dos partes iguales: el teniente coronel Remigio Ramos y el jefe José Antonio Puy atacaron Nutrias y él mismo marchó al occidente venezolano. Puy atacó Nutrias el 4 de enero, defendida por el capitán Francisco Conde, quien resistió hasta que le llegó la orden de retirada del teniente coronel Ramón García de Sena. En la noche se retiró a Barinas, cuyo asedio comenzó el 10 de enero. La ciudad pudo defenderse bien, pues la guarnecían 500 infantes y 400 jinetes, pero empezaron a escasear los víveres, así que García de Sena resolvió evacuarla.
A pesar de las súplicas de los vecinos y el consejo de varios oficiales, la tropa evacuó la villa de 10.000 habitantes el 18 de enero, dejando unos pocos defensores. Los realistas no impidieron el movimiento, en cambio, asaltaron la ciudad y la saquearon. Uno de los oficiales que se dejaron atrás sobrevivió y pudo escapar, encontrándose con el brigadier Rafael Urdaneta en el río Portuguesa el 22 de enero, quien contaba con 200 infantes y 14 jinetes. Poco después, se encontraron con Yáñez, que marchaba a Ospino, y hubo varias escaramuzas donde murieron 5 jinetes patriotas. Al día siguiente, los independentistas repasaron el río y se retiraron a Ospino, donde la guarnición de 200 soldados era mandada por el teniente coronel José María Rodríguez. Ahí el brigadier dejó a su infantería y partió con la caballería que le quedaba a Barquisimeto, desde donde trajo a 300 soldados del batallón Valencia del teniente coronel Manuel Gogorza Lechuga; su plan era entrar sorpresivamente en la ciudad ayudado por una salida de los defensores.

## Batalla
La ciudad estaba bajo asedio desde el 1 de febrero, pero al día siguiente llegaron Urdaneta y los refuerzos. Yáñez respondió cargando contra estos últimos a la cabeza de su caballería, lo que fue aprovechado por la guarnición para salir unirse al brigadier. El teniente coronel realista se empeñó en impedir la entrada de los refuerzos en Ospino, cargando varias veces con sus lanceros a caballo contra los fusileros republicanos formados en cuadros, pero las dos fuerzas independentistas lentamente se fueron acercando entre sí. Los jinetes monárquicos cargaban sólo para chocar con muros de bayonetas y sufrir el fuego de los fusiles, debiendo huir en cada ocasión. Finalmente, Yáñez recibió dos heridas mortales y sus hombres se dispersaron. Un balazo lo mató y los vecinos de Ospino desmembraron su cadáver, la cabeza fue enviada a Barinas, un brazo en Guanare, otro en Guasdalito, una pierna en Nutrias y otra en el campo de batalla.

## Consecuencias
En la batalla destacaron Rodríguez, Gogorza Lechuga y los destacamentos de los batallones Barlovento y Valencia. Después del combate, los llaneros escogieron como nuevo líder al teniente coronel Sebastián de la Calzada, quien aprovechó de saquear Ospino en cuanto los defensores se retiraron para reunirse con otras fuerzas. Luego avanzó contra San Carlos, aprovechando la derrota de Urdaneta en Barquisimeto.